# Ghiacciaio Marmolada
Ghiacciaio Marmolada este o arie protejată (arie specială de conservare — SAC, sit de importanță comunitară — SCI) din Italia întinsă pe o suprafață de 463 ha, integral pe uscat.

## Localizare
Centrul sitului Ghiacciaio Marmolada este situat la coordonatele 46°26′34″N 11°51′45″E / 46.442778°N 11.8625°E.

## Înființare
Situl Ghiacciaio Marmolada a fost declarat sit de importanță comunitară în iunie 1995 pentru a proteja 2 specii de animale. Situl a fost protejat și ca arie specială de conservare în martie 2014.

## Biodiversitate
Situată în ecoregiunea alpină, aria protejată conține 4 habitate naturale: Ghețari permanenți, Grohotișuri calcaroase și de șisturi calcaroase de la nivelul montan până la nivelul alpin (Thlaspietea rotundifolii), Pajiști alpine și subalpine calcaroase, Pante stâncoase calcaroase cu vegetație casmofită.
La baza desemnării sitului se află mai multe specii protejate de  păsări (2): acvilă de munte (Aquila chrysaetos), Lagopus muta helvetica
Pe lângă speciile protejate, pe teritoriul sitului au mai fost identificate 2 specii de plante.